# Enallagma anna
Enallagma anna är en trollsländeart som beskrevs av Williamson 1900. Enallagma anna ingår i släktet Enallagma och familjen dammflicksländor. Inga underarter finns listade i Catalogue of Life.